# Communauté de communes de l'Albe et des Lacs
La communauté de communes de l'Albe et des Lacs (CCAL) est une ancienne communauté de communes située dans le département français de la Moselle en région Grand Est.

## Histoire
La communauté de communes de l'Albe et des Lacs est créée le 1er janvier 2003, par arrêté préfectoral du 24 décembre 2002.
Le 1er janvier 2017, elle est incorporée dans la communauté d'agglomération Sarreguemines Confluences.

## Composition
La communauté de communes est composée de 12 communes :
| Nom                     | Code Insee | Gentilé         | Superficie (km2) | Population (dernière pop. légale) | Densité (hab./km2) |
| ----------------------- | ---------- | --------------- | ---------------- | --------------------------------- | ------------------ |
| Sarralbe (siège)        | 57628      | Sarralbigeois   | 27,29            | 4 573 (2014)                      | 168                |
| Hazembourg              | 57308      | Hazembourgeois  | 1,72             | 130 (2014)                        | 76                 |
| Hilsprich               | 57325      | Hilsprichois    | 10,34            | 906 (2014)                        | 88                 |
| Holving                 | 57330      | Holvingeois     | 10,75            | 1 278 (2014)                      | 119                |
| Kappelkinger            | 57357      | Kappelkingeois  | 8,58             | 406 (2014)                        | 47                 |
| Kirviller               | 57366      | Kirvillageois   | 2,54             | 147 (2014)                        | 58                 |
| Nelling                 | 57497      | Nellingeois     | 7,40             | 278 (2014)                        | 38                 |
| Puttelange-aux-Lacs     | 57556      | Puttelangeois   | 16,66            | 3 080 (2014)                      | 185                |
| Rémering-lès-Puttelange | 57571      |                 | 9,24             | 1 167 (2014)                      | 126                |
| Richeling               | 57581      |                 | 4,21             | 350 (2014)                        | 83                 |
| Saint-Jean-Rohrbach     | 57615      |                 | 12,19            | 999 (2014)                        | 82                 |
| Le Val-de-Guéblange     | 57267      | Valguéblangeois | 19,08            | 861 (2014)                        | 45                 |

## Administration
Le Conseil communautaire est composé de 36 délégués, dont 3 vice-présidents.
| Période                                  | Période  | Identité           | Étiquette | Qualité                         |
| ---------------------------------------- | -------- | ------------------ | --------- | ------------------------------- |
| Les données manquantes sont à compléter. |          |                    |           |                                 |
|                                          | En cours | Pierre-Jean Didiot | PS        | Maire de Sarralbe (depuis 2001) |